# 9707 Petruskoning
9707 Petruskoning (3226 T-3) là một tiểu hành tinh vành đai chính.